# Vinum Hadrianum
Vinum Hadrianum (Grego: Adriakos, Adrianos) foi originado das colinas do Piceno, na cidade de Atri, anteriormente conhecida como Hatria ou Hadria, um lugar conhecido por seus vinhos abundantes. O vinho já era famoso na época e até era classificado como um dos bons vinhos do Império, junto com o Praetutianum.

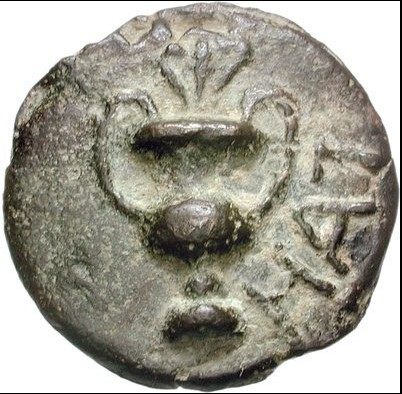
Moeda de Hatria com uma imagem de Kantharos

## História
No Abruzos, uma região da Itália, a vitivinicultura ocupa uma posição respeitável entre as atividades agrícolas, e os vinhos produzidos na província de Téramo são conhecidos por sua qualidade e originalidade. Localizado a uma altitude de 444 m acima do nível do mar, Atri é um dos municípios que possui uma tradição vinícola antiga e de longa duração. A produção de vinho em Atri foi registrada pela primeira vez no historiador greco-romano Políbio, que mencionou como Hannibal, após o triunfo em Trasimeno em 217 aC, passou pelos Apeninos e depois continuou nos vales de Teramo, encontrou comida e vinho que foram capazes de vivificar seu exercitos exaustos.  

## Ânforas
Como Atri é um município em encostas, os produtores locais exploraram os locais adequados para suas vinhas para obter uvas aptas para a produção de vinho, de acordo com os altos padrões presentes nas áreas. O vinho de Atri foi apresentado em ânfora, no qual ganhou tanto elogio por gregos, egípcios e até romanos. Graças à abundância da terra argilosa dos Calanchi, permitiu e expandiu a produção de ânforas, citada por estudiosos como Plínio, o Velho, como exemplos de resistência e solidez.
Os arqueólogos classificaram as ânforas em questao como Lamboglia 2, uma ânfora de formato alongado, em terracota, distrbuída principalmente nas regiões do Adriático e que transportava principalmente vinho. A cidade de Atri, ao sul de Piceno, nome moderno de Hatria ou Hadria (ambas formas são mencionadas em inscrições e diversos documentos, Hadria refere-se ao nome Romano da cidade, enquanto Hadria ao Piceno), é um local renomado para produção das ânforas de vinho na costa do Adriático.
De acordo com o livro "Notícias das escavações da Antiguidade" de 1882 (na página 149), a cidade de Atri é mencionada e os detalhes posteriores são relatados:
| "A breve distanza della città fu rinvenuta rotta in più pezzi una anfora ansata, della quale fu puro trovato il coperchio in forma di piccola discoidale, col diametro di cm 10, avente nel centro un pomettino intorno a cui in lettere arcaiche si legge HATRIA, bollo abbastanza raro, anche non sia questo unico esempio del nome Hatria, impresso su figulini di questa regione" (IT) | "A uma curta distância da cidade, uma ânfora partida foi encontrada quebrada em vários pedaços, cuja tampa era pura encontrada na forma de um pequeno discoide, com um diâmetro de 10 cm, tendo no centro um pomettino ao redor do qual em letras arcaicas lemos HATRIA, carimbo bastante raro, mesmo que não seja este exemplo único do nome Hatria, impresso em figulini desta região" (PT) |

O nome da cidade está diretamente ligada á produção de vinho no lugar do mesmo nome, no qual é Vinum Hadrianum. A descoberta também garante que Atri é o lar da produção de ânforas. Ousando datar os arqueólogos, estabelecido no arcaísmo e fortalecido pela inscrição, a descoberta foi realizada em um período não muito inferior a meados do século II aC. O que é certeza é que as ânforas em questão continham vinho, é dado não apenas pela descrição das ânforas, como Lamboglia 2, uma vez que elas poderiam conter outro grande produto como o óleo, mas a partir de dados subsequentes: por Augusto, os textos começam a fale sobre um bom vinho vintage produzido perto de Hadria; foi concluído que a antiguidade em questão era o Vinum Hadrianum.
Um exemplo deste tipo de ânfora foi descoberto no último quarto do segundo século em Atenas. Isso aconteceu por causa de um vinho antigo que ocorreu durante o tempo do Imperador Augusto foi vendido em cidades como Alexandria e Atenas, no lugar de Roma.

## Popularidade nos tempos antigos
Desde então, os gregos serviriam vinhos romanos, particularmente o Vinum Hadrianum, também por razões comerciais. De fato, durante o período do imperador Augusto, no poema da antologia grega, o vinho italiano surgiu na Grécia no século II como um vinho de luxo por excelência, "o que os pobres sonham e os ricos bebem quando celebram". No decreto de Diocleciano, um vinho de Piceno era considerado o vinho mais caro, junto com Falerno. Plínio, o Velho, também mencionou Vinum Hadrianum, produzido no Piceno, como um dos vinhos mais apreciados, além de alguns outros. O imperador Adriano também introduziu este vinho como um vinho medicamentoso.
Muitas personalidades notáveis elogiaram o Vinum Hadrianum, como os dois poetas greco-agostinianos em dois epigramas da antologia grega, Antífilo de Bizâncio e Antípatro de Tessalônica. Este vinho também foi mencionado por Dioscórides em meados do século I. Médico Dioscórides, que depois de admirar o vinho de Atri, homenageia também o pretuziano, um vinho produzido em áreas de átrio agro, parte subapenina do Pretuzio. Pode-se observar a partir da frase "Intus versus Adriani", traduzida como "Dos lugares internos para Atri", encontrada desde o início do período. O Dioscórides descreve Vinum Hatrianum como adstringente medíocre, adequado para o envelhecimento e que não sobrecarrega os nervos, o que mantém a embriaguez e o sono por muito tempo e estimula o trato urinário. O famoso Galen, que viveu durante o período dos Antoninos, menciona o vinho de Atri cinco vezes, no qual ele descreve como austero e nobre, conhecido por sua velhice, aguado e adstringente, útil para os idosos, semelhante aos Sabinos. Outro médico Ateneu, que os coloca em seu livro de receitas, repete as mesmas características de Galen, acrescentando que é mais satisfatório tirar aquelas de alguns anos e revelá-las ao ar livre, para que diminuam em força.
Já foi mencionado com mais de um escritor que o campo atriano Castrense ou romano-latino de Pretutius, incluindo o próprio território atriano, era prolífico. Mas com a descrição meticulosa e detalhada de Políbio a chama de "província suntuosa e fértil", e a consideração que Hannibal costumava reviver seus cavalos e seus exércitos com vinhos antigos, dos quais havia em abundância, pode satisfazer a todos. Políbio diz que Aníbal havia descido e ficado para obter suprimentos e descansar com seus exércitos, em um lotado de floresta no interior de pastagens. O cultivo, no entanto, teve que trabalhar de mãos dadas com a criação de ovelhas, que sempre foi amplamente praticada. Consequentemente, as principais plantações eram originalmente especificas e, posteriormente, azeitonas, trigo e principalmente videiras, no qual era um fonte primária da cidade de Atri e no qual continua sendo o que é hoje, já que a produção de vinho em todos os aspectos à tradição ainda não parou.